# Horsfieldia corrugata
Horsfieldia corrugata är en tvåhjärtbladig växtart som beskrevs av D.B. Foreman. Horsfieldia corrugata ingår i släktet Horsfieldia och familjen Myristicaceae. Inga underarter finns listade i Catalogue of Life.